# Jürgen Trittin
Jürgen Trittin (* 25. července 1954, Brémy, Spolková republika Německo) je německý politik za Svaz 90/Zelení.
V letech 1998 až 2005 byl německým federálním ministrem životního prostředí, ochrany přírody a jaderné bezpečnosti.